# 1570
Cette page concerne l'année 1570  du calendrier julien. Pour l'année 1570 av. J.-C., voir 1570 av. J.-C.
L'année 1570 est une année commune qui commence un dimanche.

## Événements
- 9 janvier : création du Tribunal de l’Inquisition à Lima, au Pérou[1].
- 8 février, Chili : Concepción est détruite par un tremblement de terre[2].
- 28 février[3] : le gouverneur portugais fait assassiner le sultan Hairun de Ternate, provoquant des insurrections contre les Portugais[4].
- 20 mars : au Brésil, un décret garantit la liberté des Indiens, mais la loi et la volonté de l'appliquer ne seront pas suffisantes pour empêcher les violences qu'ils continueront à subir. La loi permet aux colons de réduire les Indiens en esclavage seulement en cas de guerre juste ou à la demande de l’Indien ou s’il s’enfuit d’une « aldeia » et reste absent plus d’un an[5].
- 1er juillet : les Turcs débarquent à Chypre[6].
- 30 juillet, Japon : victoire du daimyō Oda Nobunaga à la bataille d'Anegawa sur les Asai et Asakura[7].
- 9 septembre : prise de Nicosie[6]. L'empire ottoman commence la conquête de Chypre et assiège Famagouste pendant un an (elle est prise en 1571). Les Turcs s'emparent de Nicosie et massacrent la population.

- Le khan mongol Altan fait la paix avec les Chinois[8].
- Au Japon, la ville de Nagasaki est ouverte au commerce avec les étrangers[9].
- Expéditions de Francis Drake contre les colonies espagnoles (1570-1572)[10].

### Europe
- 9 janvier-12 février : massacre de milliers de citoyens de Novgorod perpétrés par les opritchnicki d'Ivan le Terrible[11].
- 13 janvier : l'ambassadeur de Venise à Istanbul Marc-Antoine Barbaro est arrêté, les navires vénitiens sont séquestrés dans les ports de l'empire ottoman[12].
- 23 janvier : l'assassinat du régent Moray déclenche la guerre civile en Écosse. Le comte de Lennox exerce la régence à partir du 12 juillet mais est tué par le parti de la reine en 1571[13].
- 25 février : Élisabeth Ire d'Angleterre est excommuniée par le pape Pie V, qui proclame la nécessité de sa destitution (bulle Regnans in Excelsis). Ses sujets sont déliés de leur serment de fidélité[14].
- 14 avril, Pologne : accord de Sandomierz (pl) sur la coexistence pacifique des religions[15]. Les réformés calvinistes et luthériens adhérent à la même profession de foi dit du synode de Sandomir.
- Avril-mai : tremblement de terre à Pouzzoles[16].
- 4 mai : Philippe II d'Espagne, n'ayant pas d'héritier, épouse avec dispense sa nièce l’archiduchesse Anne[17], d'abord promise à son fils mort deux ans plus tôt.
- 10 mai, Russie : le Tchèque Rokita, adepte de l’union des Frères de Bohême, tient un colloque public avec le tsar sur les mérites comparés de la Réforme et de l’orthodoxie[18].
- Juin : un navire dieppois, l’Espérance, se rendant à Narva, est saisi par des pseudo-cosaires dantzicois[19].
- 1er juillet : négociation à Rome entre l’Espagne, Venise et le Saint-Siège pour la formation de la Sainte Ligue contre les Turcs[20].
- 14 juillet : à Rome, Pie V, par la bulle Quo primum instaure la forme tridentine du rite romain dans la liturgie catholique[21].
- 8 août : paix de Saint-Germain-en-Laye. Fin de la troisième guerre de religion en France[22].

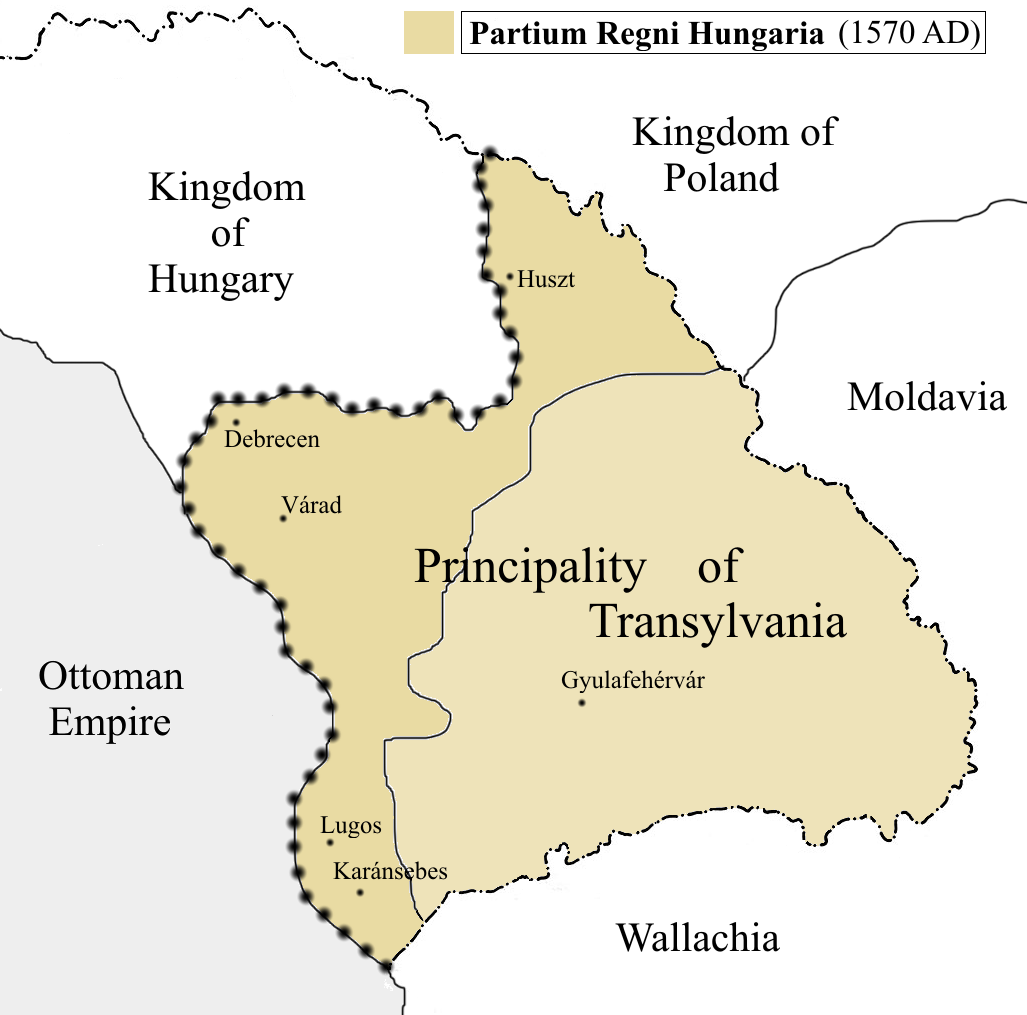
16 août : traité de Spire : agrandie du Partium, la principauté de Transylvanie devient un sujet de droit international.

- 16 août : traité de Spire érigeant le voïvodat de Transylvanie (vassal de la Hongrie) en principauté indépendante[23] en échange du renoncement du voïvode Jean Sigismond, reconnu en fin de 1571 « Prince de Transylvanie », au titre de roi de Hongrie.
- 1er novembre :
  - Inondation de la Toussaint aux Pays-Bas[24].
  - Début de l'expulsion générale des Morisques du royaume de Grenade[25].
- 17-30 novembre : tremblement de terre à Ferrare[26].
- 13 décembre : traité de Stettin. Jean III Vasa met fin à la guerre entre la Suède et le Danemark. La Suède perd les îles de Gotland et Ösel et doit racheter le port d’Elfsborg, seul accès aux eaux libres vers la mer du Nord[27].
- 26 novembre : Charles IX de France épouse l'archiduchesse Élisabeth, sœur de la reine d'Espagne.
- 29 décembre : deux navires chargés de blé coulent dans le port de Raguse à la suite d’une tempête[28].

- Ambassade russe de Novossiltsof à Constantinople[29]. Les rapports avec les Turcs s’améliorent.
- Mauvaise récolte en Russie. Les ravages des opritchnicki, les prélèvements fiscaux achèvent d’épuiser la paysannerie. Durant l’hiver 1570-1571, disettes, famines et épidémies ravagent le pays et provoquent des révoltes[30].
- Révolte paysanne millénariste en Hongrie, provoquée par les anabaptistes. György Karácsony est arrêté et exécuté et la révolte écrasée après avoir rançonné Debrecen. Les anabaptistes se réfugient en Transylvanie[31].

## Naissances en 1570
- 1er janvier : Dorothée de Brunswick-Lunebourg, fille du duc Guillaume de Brunswick-Lunebourg et de Dorothée de Danemark († 15 août 1649).
- 5 janvier : Jan Janszoon Orlers, imprimeur et libraire néerlandais († 10 août 1646).
- 6 janvier : Jean Le Jau, vicaire général de la cathédrale d'Évreux († 14 novembre 1631).
- 7 janvier : Matteo Nigetti, architecte et sculpteur italien de l'école florentine († 13 décembre 1649).
- 5 février : Henri V de Knöringen, prince-évêque d'Augsbourg († 25 juin 1646).
- ? mars : Jacques Cappel, réfugié protestant à Sedan († 7 septembre 1624).
- 13 avril : Guy Fawkes, officier catholique anglais membre de la conspiration des Poudres († 31 janvier 1606).
- 1er mai : Bartolomeo Zucchi, littérateur italien († 25 août 1630).
- 4 mai : Girolamo Rainaldi, architecte italien († 15 juillet 1655).
- 22 mai : Jean II de Saxe-Weimar, duc de Saxe-Weimar († 31 octobre 1605).
- 18 juin : Joan Pau Pujol, compositeur et organiste espagnol d'origine catalane († 17 mai 1626).
- 26 juillet : Ottavio Rossi, archéologue et littérateur italien († 28 septembre 1630).
- 31 juillet : Henri de Lorraine-Chaligny, comte de Chaligny et marquis de Moy († 26 novembre 1600).
- 10 août : Philippe de Holstein-Gottorp, prince de la maison de Holstein-Gottorp († 18 octobre 1590).
- 18 août : Satake Yoshinobu, daimyo japonais de l'époque Azuchi Momoyama et du début de l'époque d'Edo († 5 mars 1633).
- 21 août : Christophe de Brunswick-Harbourg, duc de Brunswick-Lunebourg-Harbourg († 7 juillet 1606).
- 22 août : Franz Seraph von Dietrichstein, cardinal moravo-autrichien († 19 septembre 1636).
- 7 septembre : Gonthier XLII de Schwarzbourg-Sondershausen, comte de Schwarzbourg-Sondershausen († 7 janvier 1643).
- 8 septembre : Pierre Casani, prêtre italien († 17 octobre 1647).
- 18 septembre : François Blanco, franciscain missionnaire espagnol († 5 février 1597).
- 4 octobre : Péter Pázmány, prêtre jésuite hongrois († 19 mars 1637).
- 17 octobre : Jakob Martini, théologien et philosophe luthérien allemand († 30 mai 1649).
- 15 novembre : Francesco Curradi, peintre baroque italien de l'école florentine († 1661).
- 20 novembre : Giovanni Battista Agucchi, archevêque, collectionneur et théoricien de l'art italien († 1er janvier 1632).
- 26 novembre : Christian de Schleswig-Holstein-Sonderbourg, premier et le seul duc de Ærø († 14 juin 1633).
- ? novembre : Terenzio Alciati, prêtre jésuite italien, théologien et historien du concile de Trente († 12 novembre 1651).
- 11 décembre : Esther Imbert, maîtresse du roi de France Henri IV († vers 1593).
- 29 décembre : Guillaume Lamormaini, prêtre jésuite luxembourgeois († 28 février 1648).
- Date précise inconnue :
  - Giulio Cesare Angeli, peintre baroque italien († 1630).
  - Giuseppe Agelio, peintre baroque italien († après 1620).
  - Abraham Azoulay, rabbin et kabbaliste († 6 novembre 1663).
  - Willem Backereel, peintre baroque flamand de paysages († 10 août 1626).
  - Thomas Bateson, compositeur anglais († mars 1630).
  - Edward Blayney, militaire et membre de la Chambre des lords irlandais († 11 février 1629).
  - Thomas Boudin, sculpteur français († 24 mars 1637).
  - Rodrigo Calderón, homme politique espagnol († 21 octobre 1621).
  - Carlo Caliari, peintre italien († 1596).
  - Nicholas Carleton, compositeur anglais († 1630).
  - Martin De Hooghe, carme flamand († 1637).
  - Leonardo Della Torre, 100e doge de Gênes († 16 août 1651).
  - François Desmoulins, maître écrivain français († 1650).
  - Charles Errard l'Ancien, peintre et architecte français († 5 octobre 1628).
  - Hatsu, important personnage de la fin de la période Sengoku († 30 septembre 1633).
  - Juan de Hevia Bolaños, juriste espagnol († 1623).
  - Pieter de Jode l'Ancien, graveur flamand († 9 août 1634).
  - Lobsang Chökyi Gyaltsen, 4e panchen-lama († 1662).
  - Kanō Naizen, peintre japonaise de l'école Kanō († 1616).
  - Pierre Levesville, architecte français († 1632).
  - Giacomo Lomellini, 97e doge de Gênes († 1er avril 1652).
  - Clément Cyriaque de Mangin, poète et mathématicien français († 1642).
  - Honorat de Meynier, militaire catholique, protagoniste des guerres de religion français († 1638).
  - Matsudaira Shigetada, daimyo de l'époque Azuchi Momoyama et du début de l'époque d'Edo († 22 août 1626).
  - Vincenzo Mirabella, historien et antiquaire sicilien († 1624).
  - Giovanni Francesco Murta, prélat catholique de Corse génoise, évêque d'Aléria († 1612).
  - Mi Wanzhong, peintre chinois († 1628).
  - Nakagawa Hidenari, daimyo de l'époque Azuchi Momoyama et du début de l'époque d'Edo de l'histoire du Japon († 9 septembre 1612).
  - Pacheco de Narváez, maître d'armes espagnol († 5 décembre 1640).
  - Giuseppe Nuvolo, frère dominicain italien († 1643).
  - Pedro de Oña, poète, théologue et écrivain chilien († 1643).
  - François d'Orléans-Longueville, gouverneur d’Orléans, de Blois et de Tours († 7 octobre 1631).
  - Asprilio Pacelli, compositeur italien († 4 mai 1623).
  - François Pareja, missionnaire franciscain et linguiste espagnol († 25 juin 1628).
  - János Rimay, homme politique hongrois († 9 décembre 1631).
  - Shimazu Toyohisa, samouraï, membre du clan Shimazu († 21 octobre 1600).
  - John Smyth, pasteur anglais anglican, baptiste, puis mennonite († 28 août 1612).
  - Robert Spencer, 1er baron Spencer de Wormleighton, noble anglais, pair, homme politique et propriétaire foncier († 25 octobre 1627).
  - Théophane III de Jérusalem, patriarche orthodoxe de Jérusalem († 5 décembre 1644).
  - Torii Naritsugu, daimyo du domaine de Yamura dans la province de Kai († 17 juillet 1631).
  - Emmanouíl Tzanfournáris, peintre grec († 1631).
  - Juan de Uceda, peintre espagnol († 26 novembre 1631).
  - Francesc Joan de Vergós i de Sorribes, homme politique espagnol († ?).
  - Matthaeus Zuber, poète allemand († 19 février 1623).
- Vers 1570 :
  - Girolamo Bartei, compositeur italien de musique sacrée († vers 1618).
  - Claude Brueys, poète et auteur dramatique provençal de langue d'oc († ?).
  - Ulisse Ciocchi, peintre maniériste italien († 1631).
  - Giovanni Coperario, compositeur, violiste et luthiste anglais († 1626).
  - Angélique d'Estrées, religieuse française († 1634).
  - Filip Fabricius, officier catholique bohémien († vers 1632).
  - Achille Falcone, compositeur italien († 9 novembre 1600).
  - Scipion de Gramont, écrivain français († juin 1645).
  - Jean de Ham, chantre originaire des Pays-Bas espagnols († ?).
  - Sylvestre de Laval, théologien et religieux français († 1616).
  - Alexandre Hardy, dramaturge français († 1632).
  - Abraham Cohen de Herrera, kabbaliste et philosophe juif († vers 1635).
  - Willem Janszoon, navigateur et gouverneur colonial néerlandais († vers 1630).
  - Hans Krumpper, sculpteur, stucateur, constructeur d'autel et architecte bavarois († 1634).
  - Marc Lescarbot, érudit, avocat, voyageur, écrivain et courtisan français († avril 1641).
  - William Lower, astronome anglais († 12 avril 1615).
  - Jean Rigby, gentilhomme anglais († 21 juin 1600).
  - Jean-Baptiste du Val, orientaliste et antiquaire français († novembre 1632).
  - John Farmer, compositeur anglais († vers 1601).
  - Urszula Mayerin, gouvernante de la cour polonaise d'Anne d'Autriche († 15 avril 1635).
  - Giovanni Antonio Scaramuccia, peintre baroque italien († 15 mars 1633).
  - Tawaraya Sōtatsu, peintre japonais († vers 1643).
  - Zhao Zuo, peintre chinois († vers 1633).

## Décès en 1570
- 8 janvier : Philibert Delorme, architecte du roi de France (né à Lyon v. 1510). Il travaille à Fontainebleau, aux Tuileries, à Saint-Germain-en-Laye, à Anet. Auteur d’un traité d’architecture (° vers 1510).
- 23 janvier : Gilles Bourdin, humaniste français, procureur général au Parlement de Paris (° 1517).
- 25 janvier : Philibert Babou de La Bourdaisière, cardinal français (° 1513).
- 20 février : Johannes Scheubel, mathématicien allemand (° 18 août 1494.
- ? février : Henry Balnaves, politicien écossais et réformateur religieux (° 1512).
- 8 avril : Giovanni Battista Cicala, cardinal italien (° 27 mai 1510).
- 13 avril : Daniel Barbaro, noble vénitien, ambassadeur du Saint-Siège en Angleterre, écrivain, traducteur et diplomate (° 8 février 1514).
- 3 juin : Luigi Pisani, cardinal italien (° 1522).
- 27 juin : Moïse Cordovero, rabbin et philosophe, un des grands kabbalistes du judaïsme (° 1522)[32].
- 28 juin : Francesco Pisani, cardinal Italien, évêque d'Ostie (° vers 1474).
- 15 juillet : Ignace d'Azevedo, prêtre jésuite et missionnaire portugais (° 1526).
- 9 août : Valentin Mennher, mathématicien allemand (° 1521).
- 29 août : Dame Sanjō, japonaise de la période Sengoku, épouse du daimyo Takeda Shingen (° 1521).
- 5 septembre : Luigi Anguillara, médecin et botaniste italien (° 1512).
- 11 septembre :
  - Johannes Brenz, réformateur allemand (né en 1499), organisateur de l’implantation des églises luthériennes en Wurtemberg (° 24 juin 1499).
  - Claude III de L'Aubespine, seigneur d'Hauterive, homme d'État et diplomate français (° 1544).
- 1er octobre : Frans Floris, peintre d'histoire romaniste flamand de l'École d'Anvers (° 1517).
- 18 octobre : Manuel da Nóbrega, prêtre jésuite portugais (° 18 octobre 1517).
- 19 octobre :
  - Mori Yoshinari, samouraï de l'époque Sengoku et chef de la famille Mori, qui sert le clan Saitō Toki 土岐氏 (° 1523).
  - Oda Nobuharu, samouraï de l'époque Sengoku de l'histoire du Japon au service du clan Oda (° 1549).
- 5 novembre : Jacques Grévin, médecin, homme de théâtre et poète français (° 1538).
- 27 novembre : Jacopo Sansovino, architecte à Venise (° 2 juillet 1486).
- 27 décembre : Luis Venegas de Henestrosa, compositeur espagnol (° vers 1510).
- Date précise inconnue :
  - Francesco Imparato, peintre maniériste italien de l'école napolitaine (° vers 1520).
  - Niccoló Franzese, né Nicolas Fery, relieur français actif à Rome de 1526 à 1570.
  - Gerolama Orsini, fille de Ludovic comte de Pitigliano (° 1503).
  - Diego Ortiz, compositeur espagnol (Tolède, v. 1510-Naples, 1570).
  - Francesco Primaticcio (dit Le Primatice), peintre, sculpteur, décorateur et architecte italien de la Renaissance (° 1504).
  - Yi Hwang, un des principaux érudits néoconfucianistes de la Corée de la période Joseon (° 1501).
- Vers 1570 :
- Jacob de Punder, peintre flamand (° 1527).
- Après 1570 :
- Jan Van Wechelen, peintre flamand (° vers 1530).